# Ludvig Torpadie
Adolf Ludvig Frithiof Torpadie (i riksdagen kallad Torpadie i Kalmar), född 16 december 1827 i Nöbbele socken, Kronobergs län, död 18 juli 1881 i Kalmar, var en svensk jurist och politiker ur släkten Torpadius. Han var far till Hjalmar Torpadie.
Torpadie avlade hovrättsexamen i Lund 1849 och var från 1870 rådman i Kalmar. Han tillhörde 1876-1880 andra kammaren, invald i Kalmar stads valkrets, och intog i riksdagen en inflytelserik ställning, tillhörde 1877 lagutskottet. Vid 1868 och 1878 års kyrkomöten var han lekmannaombud och väckte vid det förra motion om psalmboksrevision, som jämte en samtidigt framburen motion i ärendet av domprosten Torén blev bifallen.